# Oběžné kolo

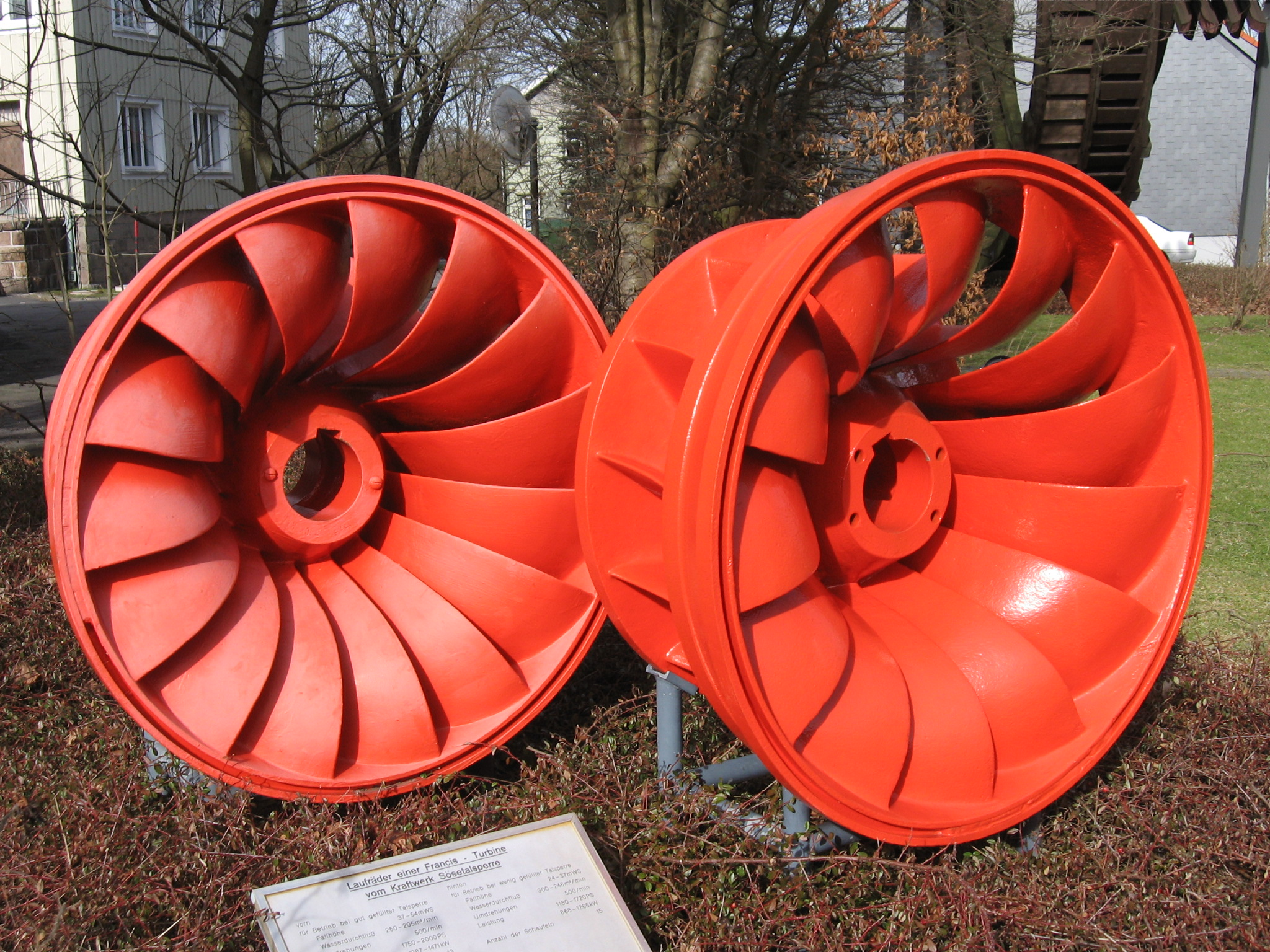
Oběžné kolo Francisovy turbiny

Oběžné kolo je část rotoru některých strojů, především čerpadel a turbín. U hnaných strojů na něm dochází k transformaci mechanické energie rotoru na kinetickou energii proudícího média, u hnacích strojů naopak ke transformaci kinetické energie proudícího média na mechanickou energii rotoru.
Oběžné kolo se obvykle skládá ze sady lopatek, zasazených do pevného prstence.
Rotor může mít i několik oběžných kol – to je typické například pro parní turbínu nebo turbokompresor.